# Кухонный комбайн

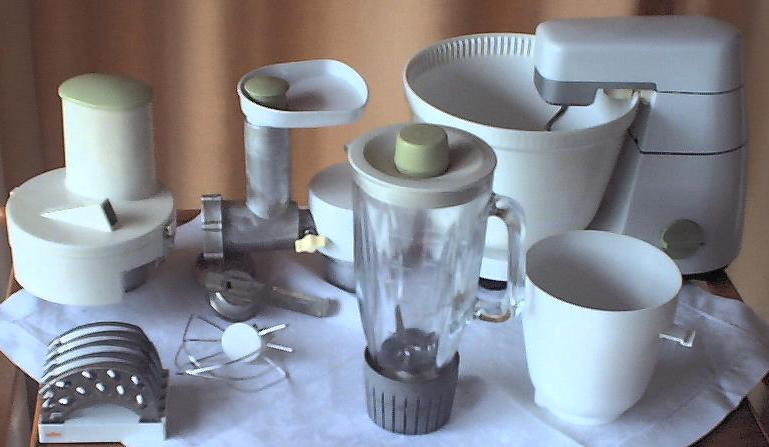
Вариант кухонного комбайна со сменными насадками: овощерезка-тёрка, мясорубка, миксер, блендер

Ку́хонный комба́йн — многофункциональный электро-механический бытовой прибор, предназначенный для обработки различных продуктов. Кухонный комбайн сочетает в себе ряд универсальных функций: миксер, тёрка, блендер, мясорубка, ломтерезка, шинковка, чистка. При выборе рекомендуется выбирать более мощные модели, а также обращать внимание на соотношение мощности прибора и емкости чаши, входящей в комплект.
В зависимости от типа устройства может быть:
- с соковыжималкой;
- со шнековой мясорубкой;
- универсальным — соковыжималка и мясорубка одновременно.

## История
Впервые малые кухонные приборы были применены в виноделии для смешивания винного купажа. Широкое признание кухонные комбайны получили в 1970-е годы, после распространения идеи француза американского происхождения Карл Сонтхаймера об использовании блендеров в быту. Бытовые комбайны были внедрены в 1971 году на базе моделей французского изобретателя Пьера Вердена (Pierre Verdоn).
По другой версии, кухонные комбайны восходят к ручным мельницам, мясорубкам и миксерам (известным с 1919 года, когда компания Troy Metal Products выпустила первый громоздкий и неудобный в обращении прибор этого класса). Если же отбросить приборы-предшественники, то временем изобретения универсальных кухонных комбайнов следует назвать середину 1960-х годов, а изобретателем — Пьера Вердене, основателя компании Robot Coupe..
В СССР производство кухонных комбайнов модели "Мрiя" (состоявших из электропривода с редуктором и нескольких сменных приставок - мясорубки, тестомесилки, кофемолки, миксера, соковыжималки и измельчителя для овощей и фруктов) началось в 1980 году.
В XXI веке большая часть кухонных комбайнов в мире производится компаниями, не имеющими отношения к начальному периоду их истории.

## Основные функции
- измельчение, шинковка
- взбивание коктейлей, кремов, муссов
- замешивание теста
- выжимание соков
- чистка овощей

## Устройство
Основными компонентами кухонного комбайна являются моторный блок, рабочая чаша и насадки.
- Мотор (УКД) — отвечает за вращение насадок. Чаще всего кухонный комбайн позволяет регулировать скорость вращения.
- Рабочая чаша — чаще изготавливается из прозрачной пластмассы или стекла, но иногда из металла.
- Насадки для кухонного комбайна — ножи, диски, дополнительные насадки.